# Elio Carmichael
Vital Jesús Carmichael Jiménez (Chetumal, Quintana Roo, 13 de abril de 1935 - Ib., 5 de junio de 2014) fue un artista plástico mexicano, hijo de Valentina Jiménez Carrillo y Jesús Carmichael Martínez. Autor de diversas obras entre las que destaca los murales "Mural Forma, Color e Historia" y "Ley" del Congreso del Estado de Quintana Roo que son consideradas patrimonio de la ciudad de Chetumal.
En el Museo Regional de Bacalar se encuentra el mural llamado "Defensa del Fuerte de San Felipe Bacalar" y fue el autor del Escudo de  Estado de Quintana Roo.
Considerado el artista plástico más importante de Quintana Roo, falleció a los 79 años en su natal Chetumal.

## Biografía
Realizó sus estudios primarios en la Escuela Belisario Domínguez del entonces Payo Obispo, posteriormente estudió en el Colegio San Juan del vecino país de Belice.
En 1959 realizó estudios en el Taller Dominical del Instituto Nacional de las Bellas Artes en las Galerías de Chapultepec.
De 1962 a 1964 estudió en la Escuela Secundaria Justo Sierra en Amealco del estado de Querétaro.
De 1965 a 1971 estudió la carrera de pintor en la Escuela Nacional de Artes Plásticas dependiente de la Universidad Autónoma de México, en ese periodo (1966), es nombrado ayudante del taller de Litografía del Profr. Luís García Robledo.
De 1969 a 1971, es nombrado maestro de Litografía de la Escuela Nacional de Artes Plásticas y posteriormente maestro de dibujo en el comité de la sociedad Danta Alighieri de la Ciudad de México.

## Creación delEscudo de Quintana Roo
En 1978 se le otorga el cargo de maestro de Artes Plásticas de la Casa de la Cultura en esta ciudad, ese mismo año Elio Carmichael Jiménez diseña el primer Escudo Oficial del Estado de Estado de Quintana Roo.
En 1979 es nombrado miembro de la comisión dictaminadora del Fondo de Fomento Editorial del Gobierno del Estado.
De 1980 a 1981, pinta el mural histórico “Forma, Color e Historia”, en el Palacio Legislativo, Congreso del Estado de Quintana Roo de esta ciudad obra que destaca por su contenido, colorido y mensaje.
Elio Carmichael Jiménez participó en más de 30 exposiciones colectivas y realizó 10 exposiciones personales. Estuvo realizando la obra El Hombre y la Medicina en el edificio Conasida en la capital del Estado, Ciudad de Chetumal.

### Galería

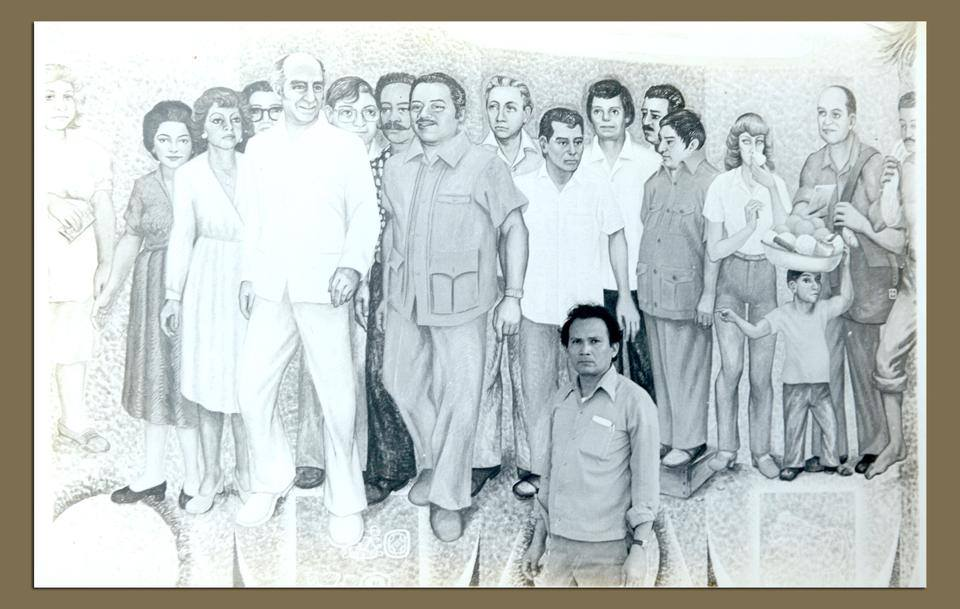
Descripción1

## Medalla "Elio Carmichael" del Congreso del Estado de Quintana Roo, al Mérito Cultural y Artístico
El 18 de febrero de 2014 en Sesión Ordinaria número 3 de la  XIV Legislatura aprobó se entregue cada tres años la Medalla Elio Carmichael, al Mérito Cultural y Artístico para reconocer a aquellas personas físicas o morales que se distingan por sus acciones en el ámbito de la cultura y las artes. La cual será entregada por el Congreso del Estado de Quintana Roo 

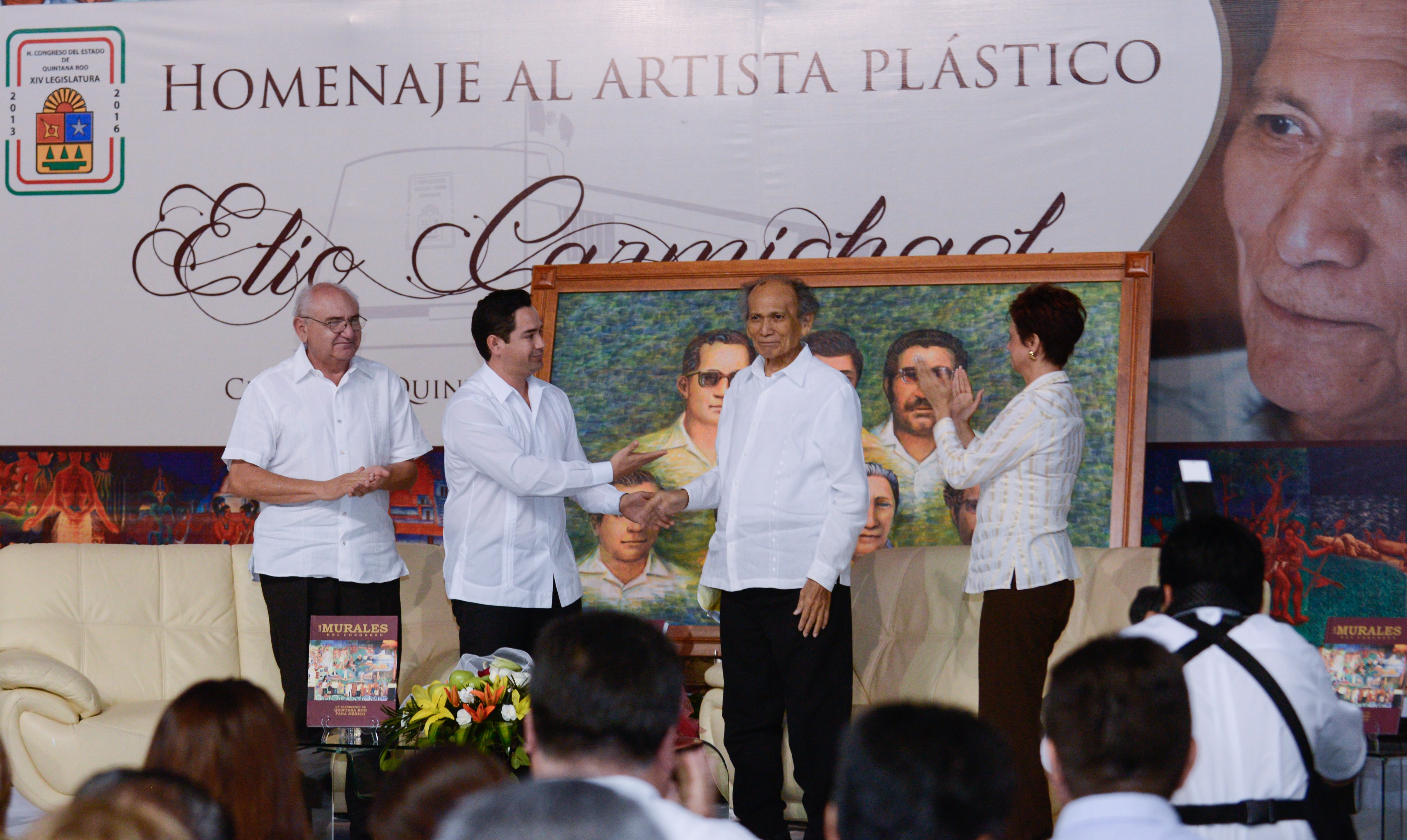
Homenaje en el Congreso del Estado de Quintana Roo, Dip. José Luis Toledo Presidente de la Gran Comisión